# Thaya (gmina)
Thaya – gmina targowa w Austrii, w kraju związkowym Dolna Austria, w powiecie Waidhofen an der Thaya. Liczy 1 390 mieszkańców (1 stycznia 2014).